# Giorgio Pastina
Giorgio Pàstina (Andria, 22 aprile 1905 – Roma, 5 luglio 1956) è stato un regista e sceneggiatore italiano.

## Biografia
Figlio terzogenito del pittore Giuseppe, dopo la laurea in lettere e filosofia, per alcuni anni si dedicò all'insegnamento. Nel mondo del cinema entrò come funzionario presso la Direzione Generale dello Spettacolo e mantenne quest'incarico per parecchio tempo. 
Nel 1942 intraprese l'attività di sceneggiatore debuttando con Camillo Mastrocinque - del quale sposerà in seguito una cugina, Anna Musso - e in seguito lavorò con Gianni Franciolini, Mario Camerini, Guido Brignone, Enrico Guazzoni, Esodo Pratelli – quest'ultimo era già suo compagno nelle commissioni di censura – ed Aldo Vergano. 
Dietro la macchina da presa debuttò nel 1943 con Enrico IV, una rilettura molto libera del dramma omonimo di Luigi Pirandello. Inoltre, dalla novella La giara del drammaturgo siciliano, Pàstina ricaverà nove anni più tardi anche un episodio del film Questa è la vita.
Nel dopoguerra diresse sedici film, dimostrandosi un ottimo artigiano sempre attento al mutamento dei gusti del pubblico. Tra i suoi lavori degni di nota, ricordiamo il drammatico Le vie del peccato (1945), dove mostrò il seno nudo dell'attrice protagonista Jacqueline Laurent, la commedia brillante Agenzia matrimoniale, tratto da un lavoro di Eduardo Scarpetta, e soprattutto lo storico Il cardinale Lambertini, interpretato da Gino Cervi, tratto dall'opera teatrale omonima scritta da Alfredo Testoni nel 1905 e remake del film omonimo diretto nel 1934 da Parsifal Bassi. 
Chiuse prematuramente la carriera alla metà degli anni cinquanta, con alcuni melodrammi strappalacrime d'ambientazione napoletana. Morì a 51 anni.

## Filmografia

### Regista
- Enrico IV (1943)
- Le vie del peccato (1946)
- Vanità (1947)
- Vespro siciliano (1947)
- Guglielmo Tell (1948)
- Ho sognato il paradiso (1950)
- Alina (1950)
- Buon viaggio, pover'uomo (1951)
- Cameriera bella presenza offresi... (1951)
- Agenzia matrimoniale (1952)
- Giovinezza (1952)
- La giara, episodio di Questa è la vita (1954) co-diretto con Aldo Fabrizi, Mario Soldati e Luigi Zampa
- Desiderio 'e sole (1954)
- Lettera napoletana (1954)
- Il cardinale Lambertini (1954)
- 'Na sera 'e maggio (1955)
- Cantami "Buongiorno tristezza" (1955)

### Sceneggiatore
- Fedora di Camillo Mastrocinque (1942)
- La statua vivente di Camillo Mastrocinque (1943)
- Gente dell'aria di Esodo Pratelli (1943)
- T'amerò sempre di Mario Camerini (1943)
- La maschera e il volto di Camillo Mastrocinque (1943)
- Addio, amore! di Gianni Franciolini (1943)
- La fornarina di Enrico Guazzoni (1944)
- Il fiore sotto gli occhi di Guido Brignone (1944)
- Ultimo incontro di Gianni Franciolini (1951)
- Amore rosso - Marianna Sirca di Aldo Vergano (1952)